# Грин, Джош (политик)
Джо́шуа (Джош) Бут Грин (англ. Joshua (Josh) Booth Green; род. 11 февраля 1970, Кингстон, Нью-Йорк) — политический и государственный деятель Соединённых Штатов Америки. Член Демократической партии. С 2009 по 2018 год был сенатором штата Гавайи от 3-го округа и представителем штата Гавайи в 6-м округе с 2005 по 2009 год. С 2018 по 2022 год года работал вице-губернатором Гавайев. Действующий губернатор Гавайев.

## Биография
Родился 11 февраля 1970 года в Кингстоне, штат Нью-Йорк, а вырос в Питтсбурге, штат Пенсильвания. Получил степень бакалавра в Суортмор-колледже и степень доктора медицины в Университете штата Пенсильвания.
2 ноября 2004 года был избран в Палату представителей штата Гавайи и отработал там два срока, прежде чем избрался в Сенат штата Гавайи в 2008 году, где ранее возглавлял Комитет по здравоохранению. Джош Грин отстаивал инициативу по созданию страхового мандата для детей с расстройством аутистического спектра и данный законопроект под названием «Закон Люка», вступил в силу 1 января 2016 года. Он также возглавлял инициативу по повышению установленного законом возраста для приобретения табачных изделий и электронных сигарет с 18 до 21 года, что сделало Гавайи первым штатом США с такими нормами. В дополнение к своей работе в законодательном органе штата Гавайи, Джош Грин также является врачом отделения неотложной помощи в больнице Кохала на острове Гавайи.
Джош Грин выиграл выборы в Демократической партии в качестве кандидата на пост вице-губернатора Гавайев и был напарником действующего губернатора-демократа Дэвида Игэ. 6 ноября 2018 года они победили на всеобщих выборах. Дэвид Игэ поставил перед Джошом Грином задачу по разрешению хронического кризиса с бездомными на Гавайях, призвав его использовать медицинское образование для решения таких сложных проблем, как психические заболевания и зависимости, которые повлекли к возникновению большого количества бездомных на Гавайях.
В августе 2019 года Грин объявил, что рассматривает возможность баллотироваться на пост губернатора Гавайев на выборах 2022 года. Он начал свою губернаторскую кампанию 10 февраля 2022 года.
Грин победил на праймериз Демократической партии США 13 августа 2022 года, его напарницей была Сильвия Люк. 8 ноября 2022 года Грин победил на всеобщих выборах, победив кандидата от республиканцев и бывшего вице-губернатора Гавайев Дьюка Айону.
Джош Грин по национальности еврей. В 2006 году женился на Хайме Ушироде. У пары двое детей, Майя и Сэм. Джош Грин переехал на Гавайи, чтобы работать в Национальном корпусе здравоохранения в должности врача. Он долгое время оставался врачом в отделениях неотложной помощи на Гавайских островах, уже работая на государственной службе.